# Aya (album)
Aya è il terzo album in studio della cantante francese Aya Nakamura, pubblicato il 13 novembre 2020 dalla Rec. 118 e Warner France.

## Promozione
Il disco è stato supportato dall'uscita di due singoli: Jolie nana, pubblicato il 17 luglio 2020, che è diventata la terza numero uno della cantante nella classifica francese e Doudou, estratto invece il 9 ottobre 2020 assieme al relativo video musicale.

## Tracce
1. Plus jamais (con Stormzy) – 2:55
2. Tchop – 2:50
3. Doudou – 2:48
4. Jolie nana – 2:27
5. Fly – 3:37
6. Biff – 2:33
7. Sentiments grandissants – 2:21
8. Love de moi – 2:36
9. Ça blesse – 2:36
10. Mon cherí – 2:35
11. Hot – 3:30
12. Nirvana – 2:30
13. La machine – 3:03
14. Mon Lossa (feat. Ms Banks) – 3:05
15. Préféré (feat. Oboy) – 2:54

## Classifiche

### Classifiche settimanali
| Classifica (2020-21) | Posizione massima |
| -------------------- | ----------------- |
| Belgio (Fiandre)     | 14                |
| Belgio (Vallonia)    | 2                 |
| Croazia              | 25                |
| Francia              | 2                 |
| Paesi Bassi          | 36                |
| Spagna               | 71                |
| Svizzera             | 8                 |

### Classifiche di fine anno
| Classifica (2020) | Posizione |
| ----------------- | --------- |
| Belgio (Vallonia) | 104       |
| Francia           | 50        |
| Classifica (2021) | Posizione |
| Belgio (Vallonia) | 39        |
| Francia           | 32        |
| Classifica (2022) | Posizione |
| Belgio (Vallonia) | 170       |
| Francia           | 128       |